# Harzburg II

Das Amt Harzburg mit Harzburg II im Südwesten

Harzburg II war bis zum 31. Dezember 1979 ein gemeindefreies Gebiet im Landkreis Goslar.
Das Gebiet umfasste den Teil des Oberharzes, der bis 1946 zum Amt Harzburg im Landkreis Wolfenbüttel (Freistaat Braunschweig) gehörte. Bis zum 30. Juni 1972 befand sich östlich das gemeindefreie Gebiet Harzburg I, welches zusammen mit den anderen Amtsgemeinden zur Stadt Bad Harzburg fusionierte. Harzburg II fiel am 1. März 1974 zum Landkreis Goslar und fusionierte schließlich am 1. Januar 1980 zusammen mit den anderen gemeindefreien Gebieten im Landkreis zum gemeindefreien Gebiet Harz.